# Rothselberg
Rothselberg là một đô thị ở huyện Kusel, bang Rheinland-Pfalz, phía tây nước Đức. Đô thị Rothselberg có diện tích 8,74 km².